# دبلیودبلیوئی ۲کی بتل‌گراندز
دبلیودبلیوئی ۲کی بتل‌گراندز (به انگلیسی: WWE 2K Battelgrounds) بازی ویدیویی کشتی کج حرفه ای است که توسط سابرا ینتراکتیو توسعه و توسط ۲کی گیمز منتشر شده‌است. این بازی در ۱۸ سپتامبر ۲۰۲۰ به جای بازی که هر سال منتشر می‌شود منتشر شد، دلیل آن هم استقبال کم از دبلیودبلیوئی ۲کی۲۰ بود که در سال ۲۰۱۹ منتشر شد سازندگان بازی تصمیم گرفتند بجای نسخه ۲۰۲۱ بازی این نسخه را منتشر کنند.
این بازی بازخوردهای مختلفی داشت، بازیکنان ظاهر هنری کارکترها و گرافیک بازی را تحسین کردند اما نبود جزئیات گیمپلی و ریز نقش در بازی‌ها از نکات ضعف بازی دانستند.

## توسعه
پس از استقبال ضعیف از دبلیودبلیوئی ۲کی۲۰ که در سال ۲۰۱۹ ساخته شد ، منتقدین از گرافیک، گیمپلی، و باگ‌های فنی متعدد ایراد کلانی گرفتند. چند ماه بعد شایعاتی مبنی بر اینکه بازی بعدی کاملاً متفاوت تر از این سری خواهد بود شنیده می‌شد. و همین‌طور هم شد. در ۲۷ آوریل ۲۰۲۰ ۲کی گیمز رسما دبلیودبلیوئی ۲کی میدان جنگ را به عنوان اسپین آف این سری معرفی کرد، همچنین اعلام کرد که پاتریک گیلمور کهنه‌کار صنعت بازی‌های ویدیویی، مدیر کننده اجرایی بازی جدید خواهد بود. در این تریلر جان سینا، راک، بکی لینچ، شارلوت فلیر حضور داشتند.
| گردآورنده | امتیاز                                 |
| --------- | -------------------------------------- |
| متاکریتیک | (NS) 56/100 (PS4) 60/100 (XONE) 57/100 |

| ناشر         | امتیاز      |
| ------------ | ----------- |
| دستراکتید    | 3/10 (PS4)  |
| گیمز ریدار+  | (XONE)      |
| هاردکور گیمر | 2.5/5 (PS4) |
| آی‌جی‌ان       | 5/10        |
| نینتندو لایف | 4/10 (NS)   |